# A me piace così
A me piace così è il primo album in studio della cantautrice italiana Emma, pubblicato il 19 ottobre 2010 dalla Universal Music Group.

## Descrizione
Il disco è composto da dodici tracce, tra cui una cover del brano La lontananza di Domenico Modugno.
In A me piace così vengono impiegate sonorità pop con qualche sfumatura rock (in particolare nel brano On Line, che racconta in modo diretto la realtà illusoria del web). All'interno del disco vengono riscontrate somiglianze vocali e stilistiche con Gianna Nannini ed in maniera minore con Marina Rei e Irene Grandi degli esordi.

## Promozione
Il primo singolo estratto dal disco è stato Con le nuvole, presentato il 24 settembre 2010. Ad esso ha fatto seguito Cullami, pubblicato il 19 novembre dello stesso anno. Intorno a quello stesso periodo è stata commercializzata un'edizione speciale comprensiva dell'album originale e dell'EP di debutto Oltre, con l'aggiunta degli inediti L'amore che ho (scritto e composto da Neffa) e la cover di (Sittin' on) the Dock of the Bay, cantata con Craig David e inserita anche nella versione digitale dell'album Signed Sealed Delivered del cantante britannico.
Il 16 febbraio 2011, in concomitanza con la partecipazione della cantante al Festival di Sanremo 2011, in duetto con i Modà, è stata pubblicata la Sanremo Edition dell'album con una nuova copertina, il brano di Sanremo Arriverà estratto come terzo singolo, più due inediti Io son per te l'amore (estratto come quarto singolo il 15 aprile) e Per sempre.
Il 15 marzo 2011 ha aperto l'unica data italiana del tour di Taylor Swift, mentre il mese precedente l'inizio dell'A me piace così tour, ha aperto tre date di Gianna Nannini. In contemporanea con il tour ha aperto due date di Vasco Rossi del Vasco Live Kom '011. Il tour è iniziato con la data zero l'8 giugno 2011 e due giorni più tardi ha fatto tappa in Slovenia. Dal 15 giugno ha proseguito il tour in Italia fino al 16 luglio 2011.
Nella prima data a Porto San Giorgio la cantante, in occasione dei referendum abrogativi del 2011, si è schierata contro l'utilizzo dell'energia nucleare in Italia, indossando una maglietta disegnata da lei stessa con scritto "Stop al nucleare".

## Tracce
1. Ho toccato il cielo – 3:56 (testo: Annalisa Sacchezin – musica: Luca Paolo Chiaravalli)
2. Cullami – 3:45 (Roberto Casalino)
3. Con le nuvole – 3:28 (testo: Roberto Casalino – musica: Roberto Casalino, Dario Faini)
4. La lontananza – 2:57 (testo: Domenico Modugno, Enrica Bonaccorti – musica: Domenico Modugno)
5. Petali – 3:32 (Antonio Galbiati, Dario Faini)
6. Dimmi che senso ha – 3:29 (Antonio Galbiati, Dario Faini)
7. Arida – 3:30 (testo: Roberto Casalino – musica: Roberto Casalino, Antonio Galbiati)
8. Emozioniamoci ora – 3:16 (Massimo Greco)
9. Purché tua – 3:40 (Massimo Greco, Deborah Falanga)
10. Dalle vene – 3:17 (Bungaro, Saverio Grandi)
11. Colori – 3:45 (Roberto Angelini)
12. On Line – 3:08 (Antonio Galbiati, Deborah Falanga)

Tracce bonus dell'edizione speciale
1. Sembra strano – 3:36 (Federica Camba, Daniele Coro)
2. L'esigenza di te – 3:28 (Federica Camba, Daniele Coro)
3. Calore – 3:24 (Roberto Angelini)
4. Meravigliosa – 3:39 (Antonio Galbiati, Fortunato Zampaglione)
5. Un sogno a costo zero – 3:11 (Federica Camba, Daniele Coro)
6. Davvero – 3:48 (Federica Camba, Daniele Coro)
7. Folle paradiso – 3:33 (Federica Camba, Daniele Coro)
8. (Sittin' on) the Dock of the Bay – 3:38 (Otis Redding, Steve Cropper)
9. L'amore che ho – 3:08 (Neffa)

Tracce bonus della Sanremo Edition
1. Arriverà (con i Modà) – 3:33 (testo: Francesco Silvestre – musica: Francesco Silvestre, Enrico Palmosi, Enrico Zapparoli)
2. Io son per te l'amore – 3:46 (testo: Francesco Silvestre – musica: Francesco Silvestre, Orazio Grillo)
3. Per sempre – 3:54 (testo: Francesco Silvestre – musica: Francesco Silvestre, Orazio Grillo)

## Successo commerciale
L'album ha debuttato alla seconda posizione della classifica italiana degli album sia in edizione standard che nella Sanremo Edition, mentre in Svizzera ha raggiunto come posizione massima la 50ª della Top 100 Albums di Schweizer Hitparade, rimanendo in classifica per le successive tre settimane. Le copie dell'edizione speciale non sono state sommate all'edizione standard, debuttato così alla 82ª posizione della classifica italiana, per poi raggiungere come posizione massima la 62ª della medesima classifica.
A me piace così (comprendente Standard e Sanremo Edition) è rimasto per 53 settimane consecutive in classifica; collezionando, ad oggi, 57 settimane totali di permanenza. Nel settembre 2011 l'album viene certificato doppio disco di platino per le oltre 120 000 copie vendute, risultando essere secondo il 18º album più venduto in Italia nel 2011. L'edizione speciale è invece risultato essere il 35º album più venduto in Italia nel 2010.
Il brano Arriverà, arrivato secondo al Festival di Sanremo 2011, viene certificato multiplatino per le oltre 60 000 vendite in digitale.

## Classifiche

### Classifiche settimanali
| Classifica (2010) | Posizione massima |
| ----------------- | ----------------- |
| Italia            | 2                 |
| Svizzera          | 50                |

### Classifiche di fine anno
| Classifica (2010) | Posizione |
| ----------------- | --------- |
| Italia            | 35        |
| Classifica (2011) | Posizione |
| Italia            | 18        |